# Día Mundial contra la Trata de Personas
El Día Mundial contra la Trata de Personas es una jornada que se conmemora el 30 de julio desde 2014, fue establecida en el 2013 por La Asamblea General de las Naciones Unidas.

## Proclamación
El Día Mundial contra la Trata de Personas fue proclamado el 18 de diciembre de 2013 por la Asamblea General de las Naciones Unidas. Adoptada por los Estados miembros, tiene como objetivo concienciar sobre la situación de las víctimas del tráfico humano y promover y proteger sus derechos.

## Celebración
Se celebra cada año el 30 de julio. La primera celebración tuvo lugar en 2014, y desde entonces, se ha conmemorado anualmente. Cada año, se enfoca en diferentes aspectos relacionados con la trata de personas, destacando la importancia de la prevención, identificación y apoyo a las víctimas, y la lucha contra la impunidad de los traficantes.

## Temas
- 2014: Primera Celebración[3]
- 2015: Sin tema[4]
- 2016: Have a heart for victims of human trafficking,[5] ('Ten corazón por las víctimas de la trata de personas')
- 2017: Protect and assist trafficked persons,[6] ('Proteger y asistir a las personas víctimas del tráfico')
- 2018: Shining the spotlight on combatting child trafficking in South Africa,[7] ('Destacar la lucha contra la trata de niños en Sudáfrica')
- 2019:  A Call to “Act Now”, [8] ('Un llamada para "Actuar Ahora"')
- 2020: Focuses on the first responders,[9] ('Centrandose en los primeros en responder')
- 2021: Las voces de las víctimas marcan el camino[10][11]
- 2022: Prevenir, Proteger y Perseguir[12]
- 2023: Llegar a todas las víctimas de la trata, sin dejar a nadie atrás[13]
- 2024: Leave No Child Behind in the Fight Against Human Trafficking,[14] ('No dejar a ningún niño atrás en la lucha contra la trata de personas')